# 戦車 (タロット)

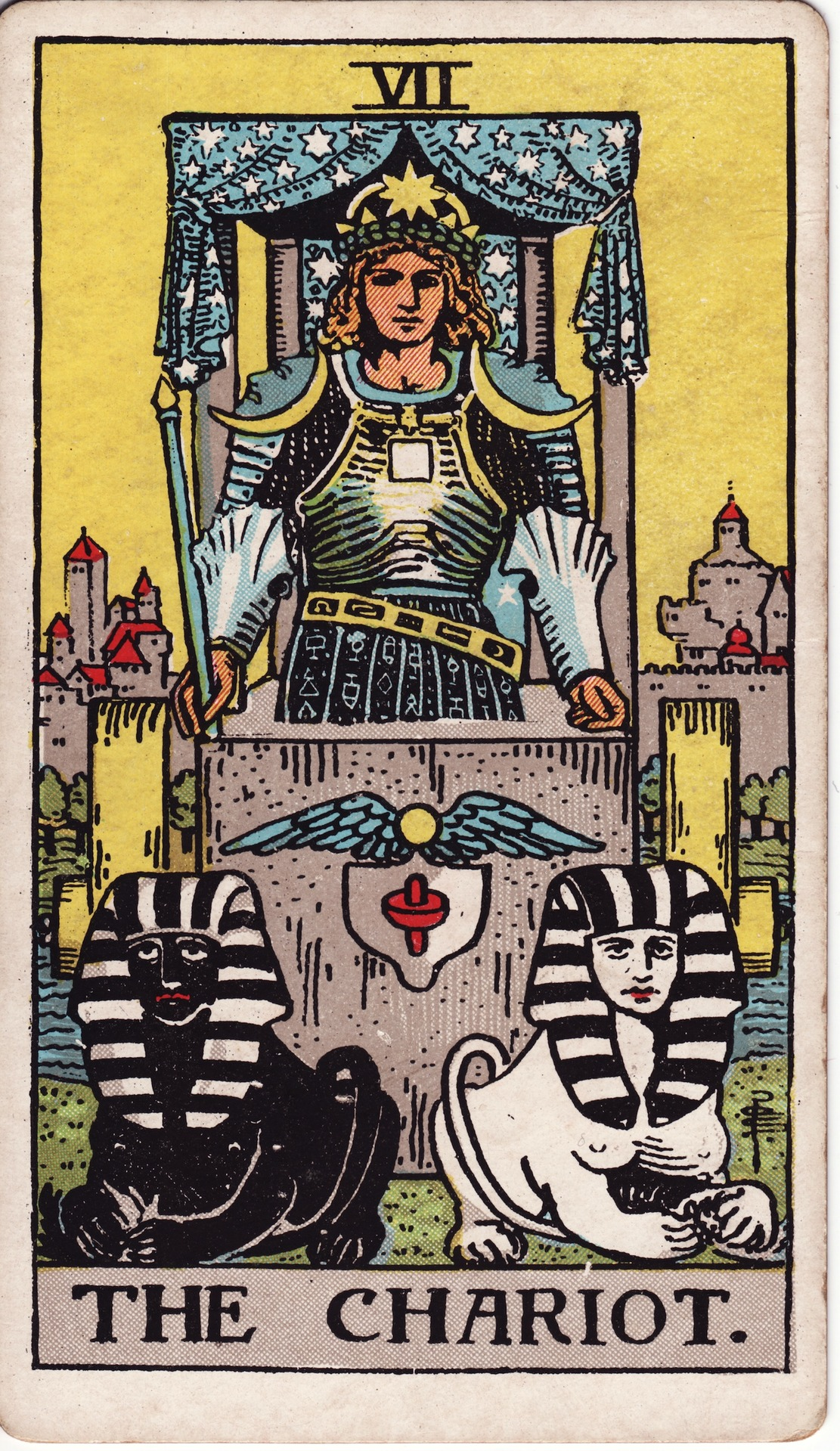
ウェイト版タロットの戦車

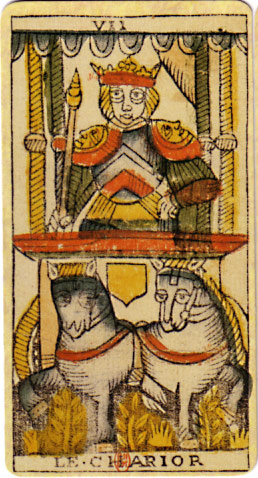
マルセイユ版タロットの戦車

戦車（せんしゃ、チャリオット、英語: The Chariot、フランス語: Le Chariot）は、タロットの大アルカナに属するカードの1枚。
カード番号は「7」。前のカードは「6 恋人」、次のカード（8）はウェイト版が「力」、マルセイユ版が「正義」。

## カードの意味
正位置の意味
勝利、征服、援軍、行動力、成功、積極力、突進力、開拓精神、独立・解放、体力無限大、負けず嫌い、視野の拡大、ゾーンの発動、優勢、自己暗示。
逆位置の意味
暴走、不注意、自分勝手、失敗、独断力、傍若無人、焦り、挫折、イライラ、視野の縮小、好戦的、劣勢、無知。
アーサー・エドワード・ウェイトのタロット図解における解説では「援軍・摂理・勝利・復讐」を意味するとされる。

## カバラとの関係
ヘブライ文字はヘット（ח）、ただし複数の異説がある。「黄金の夜明け団」の説ではビナーとゲブラーのセフィラを結合する経に関連付けられている

## 占星術との関係
以下のように諸説がある。
- 星座：双児宮説、巨蟹宮説[注釈 1]、天秤宮説、人馬宮説[注釈 2]
- 惑星：太陽説、火星説

## 寓意画の解釈
「皇帝」などに描かれる権威的人物像と違い、このカードでは二輪の戦車に乗った若き王の姿が描かれる。一般的にこの若き王は、明確な目的を行動に移す第一歩を踏み出した場面として解釈が行われている。また数字の「7」は『運命』や『宿命』、『変容』などと大きく関わる数字であると考えられている。例えば、創世記に記される創造行為は7つ（6つの段階と1つの休憩）であり、錬金術では7つの金属と7つの惑星の影響による7つの変容の段階があり、サイコロの向き合う面の和は全て「7」であり、今日にみられるスロットマシンの大当たりの出目は、普通7 7 7となっている。
マルセイユ版に描かれる「戦車」では、黄金の冠と甲冑に身を包んだ若者が黄金の杖を手にし、赤と青の馬を生やした車輪付きの台座に乗った構図で描かれている。また、台座には4本の柱が取り付けられ頭上の天蓋を支えている。一説では、戦地から戻ってきた勝利者の凱旋パレードの光景だともいわれる。
柱に注目すると、外側の2本は赤、内側の2本は青に塗られ、2頭の馬と同色である（一部では色が異なり、白と青なども見られる）。この2頭の馬は、自然界全ての動物的エネルギーの肯定的側面と否定的側面のそれぞれと結び付けられ、身体的な側（赤または白）と精神的な側（青）を象徴していると考えられている。このため4本の柱は、人間の内面における様々な側面が一つの「戦車」に取り付けられることにより、ある一定の共通目標に向かって機能し始めたことを表している。
だが、台座に取り付けられた車輪は横向きであり、このままでは物理的に動くことができない。つまり、この若き王は車輪についても、真下に生える草木が踏み折られることも気にしておらず、自分の見つめる目標以外の何ものにも意識を向けていない未熟な若者を示している。さらに、この「戦車」に手綱が付いていないこと、車輪の向き、馬と台座が一体になっていること等から、“地上を走るための乗り物ではない”といった解釈が行われる。解釈の方向として、カードを見る者の精神世界を旅する為の象徴的イメージとする解釈、太陽神アポロンの駆る戦車や旧約聖書に登場する火の戦車などをモチーフとした解釈などが挙がる。
二頭の馬は真正面から描かれているため、後ろ足部分が確認できず、まるで頭は二つあるが胴体は一つになっているかのようにも見える。マルセイユ版の種類は数多く、中にはそれぞれ異なる馬らしくない色彩に染められているもの、頭が完全に人間の顔になっているものなども見られる。
ウェイト版では、マルセイユ版など古典的なものと比較すると異色の構図になっている。絵柄には、前述のマルセイユ版が表すものとは逆で、幌付きの馬車に乗り、いざ出陣の時とばかりに前途を見据えた青年の姿が描かれている。頑丈な石造りの戦車に乗る青年は、意気揚々と真っすぐに未来を見つめているかのようである。背景の黄色い色彩や幌に散りばめられた星の模様、さらに額の王冠の大きな一つ星などが光り輝く様子が鮮やかであり、車輪もきらきらと輝くような太陽の光の色に染められている。これらに囲まれた青年は、ただひたすらに前進していけばよいだけの状況を示している。
背景の城は青年が出発した生家であり、その目的地は戦車の天蓋が意味する天界である。衣服の中央に見られる正方形の胸当ては、旧約聖書に見られるアロンの裁きの胸当てをモデルにしたとされ、勝利、凱旋を表すとともに、宗教上の儀式、行列を意味するものでもある。両肩の肩当てに象られた月は、全体から見て不安要素や持続性の無さを表しており、不安を抱えて出発した城に戻ってしまう暗示があるとされている。この不安定な要素は、戦車の前方にある独楽の絵柄にも見られる。この独楽の上部にあるのは、古代エジプトに見られる翼のついた太陽のシンボル「有翼円盤」である。この2つの絵柄は、人間の衝動性が純化され高次の力へと昇華されたものであることを示している。
戦車を引く馬が白と黒のスフィンクスに変更されている。スフィンクスの白と黒は、「2 女教皇」の柱と同じく、慈愛の面と峻厳の面であることを物語っている。低次元の本能が黒、高次の理念が白のスフィンクスであり、それを御する人間との3点に焦点を当てれば、「5 教皇」で触れた肉体と霊と魂の三位一体の思想とも結びつく。なお、ウェイトが戦車を引く馬の代わりにスフィンクスを採用した試みは、エリファス・レヴィのデザインが最初のもので、モデルになったのは、二頭の獅子に引かせた車に乗る月の女神キュベレーの彫像であると思われる。